# Salmo obtusirostris salonitana
Salmo obtusirostris salonitana es una subespecie de pez del género Salmo.

## Descripción
Cuenta con una boca relativamente pequeña, además de 100-105 escamas en la línea lateral. Mide 29 cm de longitud (11,41 pulgadas), pudiendo alcanzar los 33,5 cm (131,88 pulgadas). Parte del cuerpo presenta un color amarillento que puede variar a grisáceo con varios puntos oscuros (generalmente negros).

## Distribución y hábitat
Se trata de una subespecie endémica de trucha que se encuentra en el río Jadro, cerca de Solin (Dalmacia, Croacia), y en el cercano río Žrnovnica, donde fue introducida en 1964. El curso superior del río Jadro, incluido el manantial del mismo nombre, con una superficie de 7,8 hectáreas, está protegido como reserva ictiológica desde 1984 para preservar esta subespecie de pez en peligro de extinción. Se cree que esta subespecie de pez está en peligro no sólo por desviaciones históricas del río, sino también por la creciente urbanización, la sobrepesca, la contaminación industrial y por la presencia de la trucha arcoíris (Oncorhynchus mykiss), introducida en Jadro antes de la Segunda Guerra Mundial.